# 19 فبراير
- السبت
- الأحد
- الاثنين
- الثلاثاء
- الأربعاء
- الخميس
- الجمعة

- 12 شعبان 1446  هـ
- 23 شعبان 1446  هـ
- 34 شعبان 1446  هـ
- 45 شعبان 1446  هـ
- 56 شعبان 1446  هـ
- 67 شعبان 1446  هـ
- 78 شعبان 1446  هـ
- 89 شعبان 1446  هـ
- 910 شعبان 1446  هـ
- 1011 شعبان 1446  هـ
- 1112 شعبان 1446  هـ
- 1213 شعبان 1446  هـ
- 1314 شعبان 1446  هـ
- 1415 شعبان 1446  هـ
- 1516 شعبان 1446  هـ
- 1617 شعبان 1446  هـ
- 1718 شعبان 1446  هـ
- 1819 شعبان 1446  هـ
- 1920 شعبان 1446  هـ
- 2021 شعبان 1446  هـ
- 2122 شعبان 1446  هـ
- 2223 شعبان 1446  هـ
- 2324 شعبان 1446  هـ
- 2425 شعبان 1446  هـ
- 2526 شعبان 1446  هـ
- 2627 شعبان 1446  هـ
- 2728 شعبان 1446  هـ
- 2829 شعبان 1446  هـ

19 فبراير أو 19 شُباط أو يوم 19 \ 2 (اليوم التاسع عشر من الشهر الثاني) هو اليوم الخمسون (50) من السنة وفقًا للتقويم الميلادي الغربي (الغريغوري). يبقى بعده 315 يومًا لانتهاء السنة، أو 316 يومًا في السنوات الكبيسة.

## أحداث
- 197 - الإمبراطور الروماني سيبتيموس سيفيروس يهزم كلوديوس ألبينوس في «معركة لوجدنوم»، وهي المعركة الأكثر دموية بين الجيوش الرومانية.
- 685 - محمد بن أبي بكر الصديق يصل إلى مصر واليًا عليها من قبل الخليفة علي بن أبي طالب.
- 1451 - تتويج محمد الفاتح سلطاناً للدولة العثمانية للمرة الثانية.
- 1674 - إنجلترا وهولندا توقعان «اتفاقية سلام وستمنستر» والتي أنهت «الحرب الأنجلو هولندية الثالثة»، وقد تضمن الاتفاق إعطاء كل من سورينام بأمريكا الجنوبية الغنية بقصب السكر وجزيرة رون بشمال أرخبيل مالوكو في إندونيسيا الغنية بجوزة الطيب لهولندا مقابل تنازل هولندا عن نيو نذرلاند في أمريكا الشمالية لإنجلترا التي قامت بتغيير اسمها إلى نيويورك.
- 1915 - بدء معركة جاليبولي أثناء الحرب العالمية الأولى.
- 1937 -
  - استخدام علم هولندا لأول مرة بشكل رسمي.
  - رودولفو غراتسياني الملقب ب«جزار إثيوبيا» ينجو من محاولة اغتيال.
- 1942 - الرئيس الأمريكي فرانكلين روزفلت يوقع على قرار يتيح للقوات المسلحة نقل الأمريكان من أصل ياباني إلى معسكرات عزل وذلك أثناء الحرب العالمية الثانية.
- 1959 - الإعلان عن قيام جمهورية قبرص.
- 1986 -
  - الملك حسين يعلن انتهاء العمل بالاتفاق الأردني / الفلسطيني الذي تم توقيعه في عام 1985.
  - الاتحاد السوفيتي يطلق محطة الفضاء مير حاملة معها 3 أفراد لتدور في المدار لمدة 15 سنة، تكللت خلالها بالنجاح لمدة 10 سنوات من زمنها المتوقع.
- 1999- اغتيال محمد محمد صادق الصدر من قبل رجال مسلحين تابعين لحزب البعث وقيام انتفاضة العراق 1999.
- 2001 - بعد تصريح رئيس وزراء تركيا،بولنت أجاويد، ووصفه الأزمة الاقتصادية ب«الخطيرة»، انهار السوق المال التركي.
- 2002 - نفذ مقاومون فلسطينيون من كتائب القسام قرب قرية عين عريك هجوم مسلح على حاجز عسكري إسرائيلي أدى لمقتل (6) جنود إسرائيليين وإصابة سابع بجروح، فيما عرف بعملية عين عريك.
- 2006 - انفجار لغاز الميثان في منجم للفحم في بلدة نويفا روزيتا [الإنجليزية] بالمكسيك يودي بحياة 65 شخص من عمال المناجم.
- 2008 - فيدل كاسترو يعلن استقالته من رئاسة كوبا بعد خمسه عقود من حكمها.
- 2011 - وقوع معركة بنغازي أثناء ثورة 17 فبراير بين الوحدات العسكرية التابعة لنظام معمر القذافي والثوار المعارضين له.
- 2014 - فيسبوك تعلن عن شراء واتس آب مقابل 16-19 مليار دولار.
- 2020 - مقتل 10 أشخاص وإصابة 5 آخرين بجروح إثر هجوم مسلّح قام به ألماني يميني مُتطرِّف استهدف مقهيين في مدينة هاناو في ولاية هسن الألمانية، قبل أن تعثر عليه الشُرطة ميتًا في منزله.

## مواليد
- 1461 - دومينيكو غريماني، الكاردينال الإيطالي.
- 1473 - نيكولاس كوبرنيكوس، عالم بولندي في علم الفلك.
- 1817 - الملك ويليام الثالث، ملك هولندا.
- 1833 - إيلي دوكميان، صحفي سويسري حاصل على جائزة نوبل للسلام عام 1902.
- 1859 - سفانت أرينيوس، عالم كيمياء سويدي حاصل على جائزة نوبل في الكيمياء عام 1903.
- 1865 - سفين هيدين، مستكشف سويدي.
- 1901 - محمد نجيب، رئيس مصر.
- 1940 - صابر مراد نيازوف، رئيس تركمانستان الأول.
- 1941 - دايفيد غروس، عالم فيزياء أمريكي حاصل على جائزة نوبل في الفيزياء عام 2004.
- 1945 - إغراء، ممثلة سورية.
- 1950 - صلاح رشوان، ممثل مصري.
- 1953 - كرستينا فيرنانديز، رئيسة الأرجنتين.
- 1954 - سقراط، لاعب كرة قدم برازيلي.
- 1956 -
  - شمعة محمد، ممثلة عمانية.
  - رودريك ماكينون، عالم كيمياء حيوية أمريكي حاصل على جائزة نوبل في الكيمياء عام 2003.
- 1957 - راي وينستون، ممثل إنجليزي.
- 1960 - الأمير أندرو، ابن ملكة المملكة المتحدة إليزابيث الثانية ودوق يورك.
- 1963 -
  - محمد شرف، ممثل مصري.
  - سولفيتا أبولتيينا، رئيسة سابقة لمجلس السايما و وزيرة عدل لاتفية سابقة.
- 1966 - إنزو سكيفو، لاعب كرة قدم بلجيكي.
- 1967 - بينيشيو ديل تورو، ممثل بورتوريكي.
- 1975 - موناليزا، ممثلة مصرية.
- 1977 - جانلوكا زامبروتا، لاعب كرة قدم إيطالي.
- 1981 - نيكي شوري، لاعب كرة قدم إنجليزي.
- 1985 -
  - هايلي داف، ممثلة أمريكية.
  - آمال ماهر، مغنية مصرية.
- 1988 - ميو إيرينو، ممثل أداء صوتي ياباني.
- 2004 - ميلي بوبي براون، ممثله بريطانية

## وفيات
- 1709 - توكوغاوا تسونايوشي، شوغون ياباني.
- 1897 - كارل ويرستراس، عالم رياضيات ألماني.
- 1919 - تركي الأول بن عبد العزيز آل سعود، أكبر أبناء الملك عبد العزيز.
- 1935 - محمود غني زادة، صحفي، محامي وشاعر إيراني.
- 1951 - أندريه جيد، كاتب فرنسي حاصل على جائزة نوبل في الأدب عام 1947.
- 1952 - كنوت همسون، أديب نرويجي حاصل على جائزة نوبل في الأدب عام 1920.
- 1988 - أندريه كورنان، طبيب أمريكي حاصل على جائزة نوبل في الطب عام 1956.
- 1999 - محمد محمد صادق الصدر، مرجع ديني شيعي عراقي.
- 2005 - سعد الدين بقدونس، ممثل سوري.
- 2012 - ريناتو دولبيكو، عالم إيطالي في علم الفيروسات حاصل على جائزة نوبل في الطب عام 1975.

## أعياد ومناسبات
- أول أيام برج الحوت.
- عيد الجيش في المكسيك.

## وصلات خارجية
- وكالة الأنباء القطريَّة: حدث في مثل هذا اليوم.
- النيويورك تايمز: حدث في مثل هذا اليوم.
- BBC: حدث في مثل هذا اليوم.